# Albert Réville (homme politique)
 (mai 2018).
Pour les articles homonymes, voir Albert Réville et Réville (homonymie).
Albert Réville, né le 6 octobre 1883 à Paris et mort le 15 juillet 1949 à Reims, est un administrateur de société et homme politique français.

## Biographie
Albert Étienne Réville est le petit-fils du professeur Albert Réville (1826-1906), chef de file du protestantisme libéral. Il devient docteur en droit. En 1908 il se marie avec Yvonne Walbaum, fille du fondateur des transports Henri Walbaum, et s'installe à Reims. Réville est nommé administrateur gérant de la société de son beau-père, puis professeur à l'école supérieure de commerce de Reims.
Il est président du tribunal de commerce de 1931 à 1937, président de la Chambre de commerce et d'industrie de Reims et d'Epernay en 1940 et conseiller municipal de Reims, à partir de 1935.
Albert Réville est arrêté en juin 1944 pour faits de résistance et déporté au camp de concentration de Neuengamme. À la Libération, il redevient conseiller municipal, puis est maire de Reims d'octobre 1947 à 1948. 
En 1949, il meurt à son domicile, 35, boulevard Saint-Marceaux et est inhumé dans le canton 20 du cimetière du Nord.

### Famille
Il épouse Yvonne Walbaum (1885-1910), fille du fondateur des Transports Henri Walbaum, puis en deuxièmes noces Lucie Georgette Amélie Pariset (1893-1922), et en troisièmes noces,Cécile Jeanne Marie Servoz (1902-1974).

## Distinctions et hommages
- Officier de la Légion d'honneur (1948)[2]  ;
- Croix de guerre 1939–1945 ;
- Une rue de Reims porte son nom.